# La Torre (Biosca)
La Torre és una masia del municipi de Biosca (Solsonès) que forma part de l'Inventari del Patrimoni Arquitectònic de Catalunya.

## Descripció
És un edifici de nova construcció que vol imitar la torre del castell de Lloberola que veu just davant. Consta de quatre façanes i dues plantes. A la façana est, a la part esquerra hi ha una entrada amb arc de mig punt i porta de fusta de doble batent. A la seva dreta hi ha dues finestres. A la planta següent hi ha dues finestres.
A la façana nord, hi ha dues finestres a la segona planta. A la façana sud, hi ha una entrada amb porta de fusta de doble batent i llinda de pedra, a la seva esquerra hi ha una finestra. A la façana oest, hi ha tres finestres a la planta baixa i una a la darrera. La coberta és de dos vessants (est-oest), acabada amb teules. Adjunt a la façana est, hi ha la torre circular, que consta de tres plantes, més la part de dalt que dona a l'exterior. Hi ha diverses finestres a cada planta.